# Prodotto fitosanitario
Un prodotto fitosanitario è un prodotto pronto all'impiego, previa diluizione in acqua (salvo eccezioni), utilizzabile per proteggere e conservare i vegetali (e i prodotti vegetali) o influirne sui processi vitali (crescita, ecc.). La protezione è intesa da tutti gli organismi nocivi, anche prevenendone gli effetti. Inoltre i prodotti fitosanitari sono utilizzabili per distruggere vegetali indesiderati, controllarne o evitarne la crescita. Nel mondo sono noti con il termine di "prodotti per la protezione delle piante" (PPP - Plant Protection Product).
Nella lingua italiana sono chiamati anche agrofarmaci o fitofarmaci e talvolta sono definiti, con approssimazione, antiparassitari o anticrittogamici, sebbene i primi siano in prevalenza insetticidi (contro i parassiti di piante e animali) mentre i secondi semplicemente sinonimo di fungicidi. I prodotti fitosanitari appartengono al gruppo dei pesticidi insieme a molti biocidi. I prodotti fitosanitari sono utilizzati in agricoltura sulle coltivazioni, anche sui prodotti raccolti; inoltre in campo forestale e in ambito non agricolo quando usati sulle piante o nel mondo vegetale in genere.
Stante la loro possibile pericolosità per possibili inquinamenti, contaminazioni o accumuli in riferimento all'uomo, alla flora, alla fauna e, più in generale all'ambiente, la loro produzione, l'immissione sul mercato e il loro uso è regolamentato da specifiche norme sovrastatali, nazionali e locali.

## Definizione
Si definiscono prodotti fitosanitari i prodotti, nella forma in cui sono forniti all'utilizzatore, contenenti o costituiti da sostanze attive, antidoti agronomici o sinergizzanti, destinati a uno dei seguenti impieghi: 
- proteggere i vegetali o i prodotti vegetali da tutti gli organismi nocivi o prevenire gli effetti di questi ultimi, a meno che non si ritenga che tali prodotti siano utilizzati principalmente per motivi di igiene, piuttosto che per la protezione dei vegetali o dei prodotti vegetali;
- influire sui processi vitali dei vegetali, come nel caso di sostanze, diverse dai nutrienti, che influiscono sulla loro crescita;
- conservare i prodotti vegetali, sempreché le sostanze e/o i prodotti non siano disciplinati da disposizioni comunitarie speciali in materia di conservanti;
- distruggere vegetali o parti di vegetali indesiderati, eccetto le alghe a meno che i prodotti non siano adoperati sul suolo o in acqua per proteggere i vegetali;
- controllare o evitare una crescita indesiderata dei vegetali, eccetto le alghe a meno che i prodotti non siano adoperati sul suolo o in acqua per proteggere i vegetali[1].

I coadiuvanti (es. i bagnanti o adesivanti) sono considerati alla stregua dei prodotti fitosanitari e quando sono venduti separatamente e non aggiunti a essi in fase di produzione, sottostanno alle stesse regole di classificazione e autorizzative di produzione e immissione sul mercato.
Non sono considerati prodotti fitosanitari, i corroboranti, ovvero i potenziatori delle difese delle piante; essi sono sostanze di origine naturale, diverse dai fertilizzanti, che migliorano la resistenza delle piante nei confronti degli organismi nocivi o le proteggono da danni non provocati da parassiti. Il loro meccanismo di azione talvolta si esplica semplicemente per via fisica o meccanica.

## Classificazione
Un prodotto fitosanitario si può classificare in base all'uso (organismo bersaglio o su cui agisce):
- acaricida (contro acari e altri aracnidi);
- battericida (contro i batteri);
- fungicida o anticrittogamico (contro malattie e/o alterazioni da funghi);
- insetticida (contro insetti dannosi, quali afidi o cocciniglie);
- diserbante o erbicida (contro vegetali infestanti);
- alghicida (contro le alghe);
- molluschicida (contro le limacce o altri molluschi);
- nematocida (contro i nematodi infestanti del terreno);
- rodenticida (contro topi e roditori dannosi);
- fitoregolatore (sostanze influenti i processi vitali dei vegetali quali il diradamento o l'allegagione);
- repellente;
- semiochimico;
- talpicida;
- virucida;
- altre categorie.

## Composizione
Un prodotto fitosanitario è un preparato formato da miscele o soluzioni composte di due o più sostanze. Durante il processo di produzione, l'unione di queste sostanze genera il formulato finale, pronto per l'utilizzatore. Nella composizione le sostanze possono essere:
- sostanze attive;
- antidoti agronomici;
- sinergizzanti;
- coadiuvanti.

La più importante è la sostanza attiva (detta anche principio attivo) ovvero un composto chimico o un microrganismo, che esercita un'azione (generale o specifica) contro gli organismi nocivi oppure sui vegetali o direttamente sui prodotti vegetali.
Gli antidoti agronomici sono sostanze o preparati che possono essere aggiunti a un prodotto fitosanitario per eliminare o ridurre gli effetti fitotossici su certi vegetali.
I sinergizzanti sono anch'essi sostanze o preparati con la funzione di potenziare l'attività delle sostanze attive.
I coadiuvanti sono sostanze o preparati, aggiunte alle sostanze attive allo scopo di formulare correttamente il prodotto finale e talvolta di rafforzarne l'efficacia o le altre proprietà fitosanitarie. La loro funzione è quindi quella di coformulanti (in prevalenza) quando sono aggiunti nel processo di produzione. Quando invece sono prodotti a sé stanti (es. bagnanti), i coadiuvanti sono considerati a loro volta alla stregua dei prodotti fitosanitari e possono anch'essi contenere altri coformulanti. Fra i più importanti si ricordano:
- tensioattivi che abbassano la tensione superficiale favorendo, a seconda del rapporto tra porzione idrofila e porzione lipofila delle varie molecole utilizzate, la funzione di:
  - emulsionante;
  - antischiuma;
  - bagnante;
  - sospensivante;
- solventi organici che sciolgono le sostanze attive non idrosolubili;
- sostanze polimeriche che si utilizzano per le formulazioni microincapsulate;
- inerti che completano le formulazioni solide;
- adesivanti che proteggono il prodotto dall'azione dilavante delle piogge e dell'umidità;
- umettanti che ritardano l'essiccazione del prodotto;
- propellenti (facilitano la fuoruscita del prodotto e la sua dispersione in minutissime gocce);
- altri emulsionanti;
- altri coadiuvanti (disperdenti, addensanti, sostanze antibatteriche o antimuffa).

## Formulazione
La formulazione di un prodotto fitosanitario è l'unione di tutte le sostanze che lo compongono all'interno di un idoneo imballaggio (confezione) al fine di renderlo disponibile all'utilizzatore. La formulazione è come si presenta materialmente il prodotto. Esistono moltissimi tipi di formulazione utilizzate anche per i biocidi; la FAO ha pubblicato delle specifiche internazionali; per approfondimenti consultare la sezione comune alla voce pesticida.
A livello italiano, le formulazioni sono state codificate come da tabella seguente:
| codice | descrizione                         |
| ------ | ----------------------------------- |
| AB     | esca in grani                       |
| AE     | bombole aerosol                     |
| AL     | liquido (senza diluizione)          |
| BB     | esca in blocco                      |
| BR     | matrici                             |
| CB     | esca concentrata                    |
| CF     | concentrato fluido miscibile in oli |
| CG     | granulare incapsulato               |
| CS     | sospensione di capsule              |
| DC     | concentrato dispersibile            |
| DP     | polvere                             |
| DS     | polvere per concia semi a secco     |
| EC     | concentrato emulsionabile           |
| ED     | liquido caricabile elettricamente   |
| EO     | emulsione acqua in olio             |
| ES     | emulsione per concia semi           |
| EW     | emulsione olio/acqua                |
| FD     | barattolo fumogeno                  |
| FG     | granulare fine                      |
| FK     | candela fumogena                    |
| FP     | cartuccia fumogena                  |
| FR     | stecca fumogena                     |
| FS     | sospensione concentrata per concia  |
| FT     | tavoletta fumogena                  |
| FU     | fumogeno (fumigante)                |
| FW     | granulo (o pellets) fumogeno        |
| GA     | gas (in pressione)                  |
| GB     | esca granulare                      |
| GE     | prodotto gassificabile              |
| GG     | macrogranulare                      |
| GP     | polvere scorrevole                  |
| GR     | granulare                           |
| GS     | pasta a base oleosa                 |
| HN     | concentrato nebbiogeno a caldo      |
| KK     | imballaggio combi solido/liquido    |
| KL     | imballaggio combi liquido/liquido   |
| KN     | concentrato nebbiogeno a freddo     |
| KP     | imballaggio combi solido/solido     |
| LA     | lacca                               |
| LS     | soluzione per concia semi           |
| ME     | microemulsione                      |
| MG     | microgranulare                      |
| OD     | olio dispersibile                   |
| OF     | sospensione conc. miscibile in olio |
| OL     | liquido miscibile in olio           |
| OP     | sospensione oleosa                  |
| PA     | pasta                               |
| PB     | esca piatta                         |
| PC     | pasta concentrata o gel             |
| PO     | pour-on                             |
| PR     | bastoncino per piante               |
| PS     | semi confettati o trattati          |
| RB     | esca pronta per l'uso               |
| SA     | spot-on                             |
| SB     | esca spezzettata                    |
| SC     | sospensione concentrata             |
| SE     | sospensione-emulsione               |
| SG     | granulare solubile in acqua         |
| SL     | concentrato solubile                |
| SO     | olio filmogeno                      |
| SP     | polvere solubile in acqua           |
| SS     | polvere solubile per concia semi    |
| SU     | sospensione                         |
| TB     | compresse                           |
| TC     | materiale tecnico                   |
| TK     | concentrato tecnico                 |
| TP     | polvere per tracce                  |
| UL     | liquido ultra basso volume          |
| VP     | prodotto con s.a. evaporabile       |
| WDG    | microgranulare idrodispersibile     |
| WG     | granulare idrodispersibile          |
| WP     | polvere bagnabile                   |
| WS     | polvere bagnabile per concia semi   |
| XX     | cerotto autoadesivo                 |

Spesso nella denominazione commerciale del prodotto viene aggiunta una sigla che la richiama. Ad esempio, per le formulazioni liquide, si diluisce in acqua la sostanza attiva per mezzo di un coformulante detto solvente; in genere è un derivato dal petrolio (idrocarburi aromatici o alifatici). Nei prodotti formulati in polvere, il veicolo attivo è una polvere inerte, priva di silice libera. I granuli sono costituiti da argille, sabbie o carbone sulla cui superficie esterna è veicolato il principio attivo. Le paste sono costituite da inerti e solventi mescolati in modo da raggiungere la consistenza di un dentifricio.
Alcune formulazioni sono pronte per l'impiego, altre devono essere diluite in acqua prima dell'uso. Il prodotto, una volta diluito, deve essere utilizzato subito dopo la preparazione o nel giro di qualche ora. L'acqua di soluzione deve avere la stessa temperatura dell'ambiente perché altrimenti alcuni principi attivi potrebbero dar luogo a problemi di fitotossicità. In qualche caso viene consigliato di acidificare la soluzione.

## Princìpi legali
La legge italiana definisce prodotti fitosanitari quei prodotti che: «proteggono i vegetali (piante vive o loro prodotti) da organismi nocivi, eliminano piante o parti di esse indesiderate, favoriscono i processi vitali delle piante (esclusi i concimi), conservano i prodotti vegetali (ortaggi, frutta, semi; esclusi i conservanti altrimenti disciplinati)».
In verità tutto il settore è disciplinato da norme che si originano generalmente in sede comunitaria tramite direttive che vengono poi recepite e trasformate in leggi e decreti dagli Stati membri. Anche i controlli sull'eventuale superamento dei limiti legali per i residui di fitosanitari viene coordinato a livello europeo. Le analisi condotte dall'EFSA nel rapporto 2015 sui «Residui dei fitosanitari in Europa» evidenziano che solo l'1,4% del campione analizzato presenta residui che superano la soglia stabilita dalla legge. Diversa la situazione per quanto riguarda i prodotti importati da paesi terzi, dove si evidenzia un superamento dei valori limite nel 5,7% dei casi analizzati.
La produzione, il commercio e l'impiego di tali prodotti non è, almeno legalmente, approssimativo. Ogni nuova molecola che viene posta in vendita subisce un lungo iter di sperimentazioni scientifiche che debbono essere documentate e di procedure burocratiche (anche a livello europeo). Per converso, certi rimedi cosiddetti o spacciati per naturali o sono veramente casalinghi, oppure sono in realtà molto spesso classificati erroneamente come prodotti fitosanitari oppure coadiuvanti dei prodotti fitosanitari (come i rameici, zolfo, sapone molle, olio di colza, ecc.). I prodotti autorizzati sono sottoposti a revisioni di vario tipo in rapporto a indizi e dati che man mano si accumulano, come ad esempio sulla possibile trasformazione nel terreno o nell'acqua dei residui in sostanze nocive.
Il settore è disciplinato in modo analogo a quello dei medicinali a uso umano. Prima dell'introduzione della nozione giuridica di prodotti fitosanitari, i fitofarmaci per la casa, il balcone e il giardinaggio erano classificati come presidi medico-chirurgici. Attualmente sono inglobati nei prodotti fitosanitari e individuati con la sigla PPO (Prodotti per Piante Ornamentali).

### Divieti
Non vengono impiegati antivirali, e i battericidi ammessi non possono avere caratteristiche di antibiotici chimici: a causa dell'altissimo rischio di sviluppo di ceppi resistenti e salto di specie, nonché ai possibili danni da residuo chimico alla salute umana, gli antibiotici usati in agricoltura (tra cui molecole usate in medicina e veterinaria come streptomicina e ossitetraciclina) furono banditi nella maggioranza del mondo sviluppato (a parte, su diverse colture ad uso alimentare, in Stati Uniti, Israele, Nuova Zelanda, Canada, Messico e Giappone) e in particolare in Europa a partire dagli anni 1970 (eccezioni sono le legislazioni emergenziali di Germania e Austria, e la legge Svizzera, il cui governo supporta dagli anni 2000 l'uso della streptomicina iniettata nel fusto contro gravi epidemie di fuoco batterico degli alberi da frutto). L'Italia fu uno dei primi paesi a vietare i fitoantibiotici chimici.
Molti pesticidi, erbicidi e insetticidi (methomyl, benomyl, atrazina, DDT), un tempo ampiamente utilizzati, sono stati invece vietati in Italia, e non solo, a causa dei gravi danni recati alla salute umana e animale, e all'ambiente.

### Etichettatura
La legge impone e definisce i termini di etichettatura dei prodotti fitosanitari. Essa contiene icone in forma simboli e sigle, frasi di rischio, composizione e formulazione del prodotto, diversi tipi di informazioni scritte per esteso, indicazione delle colture e avversità per le quali il prodotto è registrato e relativi dosaggi.

#### Icone
Le icone sono relative a:
- tossicità per l'operatore;
- pericolosità per l'ambiente;
- effetti chimico-fisici.

Dopo una serie di informazioni di tipo medico, caratteristiche tecniche, compatibilità con altri fitofarmaci, fitotossicità, e altri rischi, viene riportato l'elenco delle colture e delle avversità per le quali il prodotto è stato autorizzato con specifico Decreto del Ministero della Salute, e relativi dosaggi.

### Modalità di impiego
I prodotti fitosanitari vanno impiegati osservando dovute norme di prudenza. I fitofarmaci si somministrano generalmente per irrorazione sulla chioma o foglie; alcuni possono venire distribuiti per irrigazione con l'acqua di bagnatura, poi vi sono prodotti specifici per disinfestare il terreno da parassiti, altri autorizzati in impiego endoterapico ossia immessi nella pianta. 

### Utilizzatore professionale
L'utilizzatore professionale è la persona che utilizza  i prodotti fitosanitari nel corso di un’attività professionale, compresi gli operatori e i tecnici, gli imprenditori e i lavoratori autonomi, sia nel settore agricolo sia in altri settori.
Ogni utilizzatore professionale che acquista per l’impiego diretto, per sé o per conto terzi, prodotti fitosanitari e coadiuvanti deve essere in possesso dello specifico certificato di abilitazione all’acquisto e all’utilizzo, detto anche patentino o abilitazione, in corso di validità e rilasciato dalle Regioni e dalle Province autonome di Trento e di Bolzano, secondo i propri ordinamenti. 
Inoltre, il patentino viene rilasciato solo a maggiorenni che abbiano frequentato appositi corsi di formazione e ottenuto una valutazione  positiva. L'abilitazione è valida per cinque anni e alla scadenza viene rinnovata, a richiesta del titolare, previa verifica della partecipazione a specifici corsi o iniziative di aggiornamento.  Di solito i corsi di formazione e di aggiornamento sono organizzati dall'ASL locale, ma anche se così non fosse i corsi devono ribadire l'obbligo di indossare gli appositi D.P.I. (Dispositivi di Protezione Individuali) durante gli interventi chimici.

### Utilizzatore non professionale
Si definisce utilizzatore non professionale la persona che utilizza i prodotti fitosanitari nel corso di un'attività non professionale per il trattamento di piante, sia ornamentali sia edibili, non destinate alla commercializzazione come pianta intera o parti di essa. 
Allo stesso modo si definisce prodotto fitosanitario destinato agli utilizzatori non professionali  o PFnP il prodotto che può essere acquistato e utilizzato anche da una persona priva del patentino. In particolare i PFnP sono distinti in: 
- PFnPO: prodotti da utilizzare esclusivamente per la difesa fitosanitaria di piante ornamentali in appartamento, balcone e giardino domestico e per il diserbo di specifiche aree all'interno del giardino domestico compresi viali, camminamenti e aree pavimentate;

- PFnPE: prodotti per la difesa fitosanitaria di piante commestibili destinate al consumo alimentare come pianta intera o in parti di essa compresi i frutti, e per il diserbo di specifiche aree all'interno della superficie coltivata. I PFnPE possono essere destinati anche al trattamento di piante ornamentali in appartamento, balcone e giardino domestico e al diserbo di specifiche aree all'interno del giardino domestico compresi viali, camminamenti e aree pavimentate; detti ulteriori impieghi sono indicati in etichetta.[14]

A differenza dei PFnPO che si possono acquistare in ogni attività commerciale, i PFnPE si possono acquistare solo presso rivenditori autorizzati, in quanto vanno conservati con gli stessi criteri di stoccaggio dei prodotti fitosanitari destinati all’uso professionale.

Inoltre, le norme del decreto n. 33 del 22 gennaio 2018, che regolava anche l'utilizzo dei PFnP, erano transitorie in quanto scadevano il 2 maggio 2020, ma l'articolo 55-ter del decreto-legge n. 124/2019, convertito dalla legge n. 157/2019, ha prorogato l'efficacia del decreto al 2 novembre 2021 escluso.